# Marine Corps Base Camp Pendleton
Pour les articles homonymes, voir Pendleton.

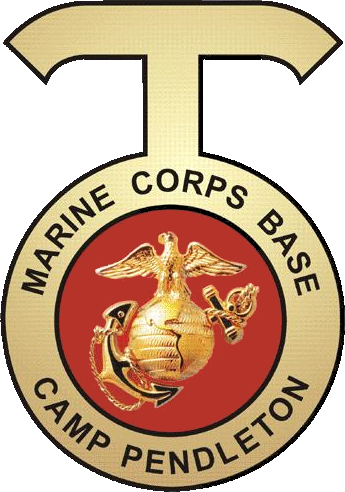
insigne de la Marine Corps Base Camp Pendleton.

La Marine Corps Base Camp Pendleton, ou simplement Camp Pendleton, est la principale base de la côte Ouest des États-Unis de l'United States Marine Corps. Elle est située sur la côte sud de la Californie dans le comté de San Diego, entre San Clemente au nord et Oceanside au sud.
Nommée d'après Joseph Henry Pendleton (en), la base est créée en 1942 pour former des Marines américains pour le service dans la Seconde Guerre mondiale. En 1944, Pendleton est déclarée « installation permanente » et en 1946, elle devient les quartiers de la 1re division des Marines puis de la I Marine Expeditionary Force.
Elle héberge :
- La I Marine Expeditionary Force, l'une des MEF de l'USMC.
- La Marine Corps Air Station Camp Pendleton où est basé la  Marine Aircraft Group 39 de la 3rd Marine Aircraft Wing.

## Histoire de la base
En 1914, le Corps des Marines installe une base (le camp Howard) sur l'île du Nord à San Diego. Ce camp étant insalubre et peu pratique, le colonel Joseph Pendleton écrit au commandant du Marine Corps pour proposer la création d'une base permanente à San Diego. Cette proposition est approuvée le 8 janvier 1916.
L'officialisation de cette création fait l'objet d'une loi sur l'appropriation navale du 29 aout 1916. La base est inaugurée le 2 mars 1919 et les travaux durent jusqu'en 1926. En 1921, le général Pendleton la nomme "Marine Advanced Expeditionary Base, San Diego" et en 1923, le Marine Recruit Depoty installe ses quartiers. 
A cette époque, la base comptait 388 acres (~ 155 ha) et servait de terrain de formation aux recrues pour la Seconde Guerre mondiale. À l'issue de celle-ci, elle accueille les 4e, 6e et 10e régiments de Marines, la Fleet Marine Force ainsi que la 2e Division des Marines.
Néanmoins, l'objectif de la base est bien la formation des Marines. Le 1er janvier 1948, la base est officiellement renommée Marine Corps Recruit Depot, San Diego (MCRDSD) et l’unité de formation passe alors de trois à huit bataillons pour faire face aux besoins de la Guerre de Corée puis de la Guerre du Vietnam
Les bâtiments de la base sont de style néo-colonial espagnol. Ils ont été dessinés par l'architecte Bertram Goodhue, concepteur des bâtiments du parc Balboa de San Diego. Vingt-cinq des bâtiments du Dépôt sont inscrits au Registre national des lieux historiques.
Treize bâtiments portent le nom de Marines, tels que Daly Barracks, Pendleton Hall, McDougall Hall et Day Hall.